# Brandisové
Brandis, dříve též Prandis, je jméno jihotyrolského šlechtického rodu pocházejícího ze 12. století z Lana (Leonburg) u Merana v Jižním Tyrolsku.

## Historie
Původně rytířská rodina byla roku 1580 povýšená do stavu svobodných pánů. Roku 1641 obdrželi říšský hraběcí titul.
Jindřich hrabě Brandis (1821–1900) založil českou linii rodu. Z té vynikla především Lata Brandisová, která se stala jedinou ženou, která kdy zvítězila ve Velké pardubické steeplechase.

## Galerie

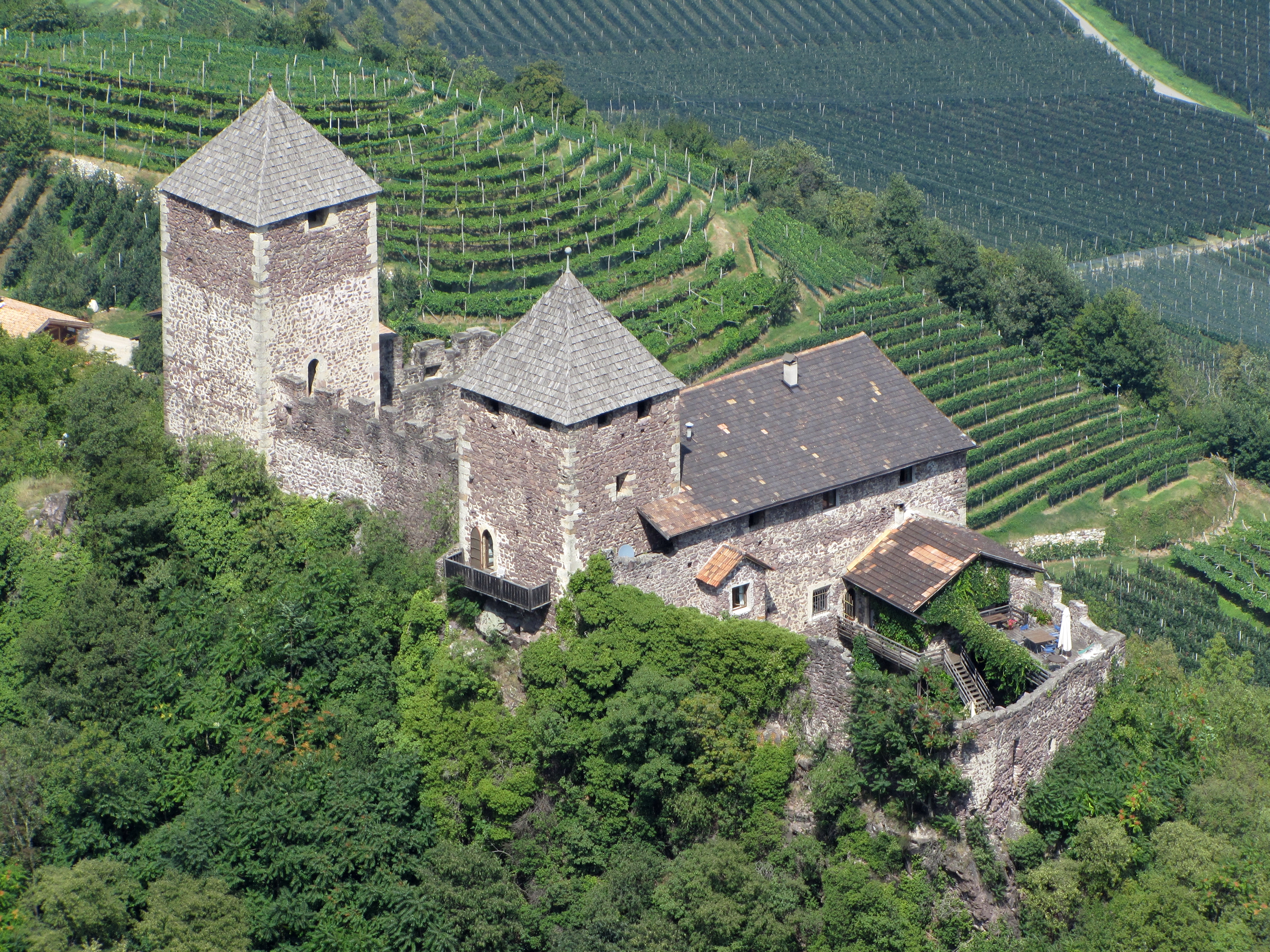
Hrad Leonburg v Jižním Tyrolsku
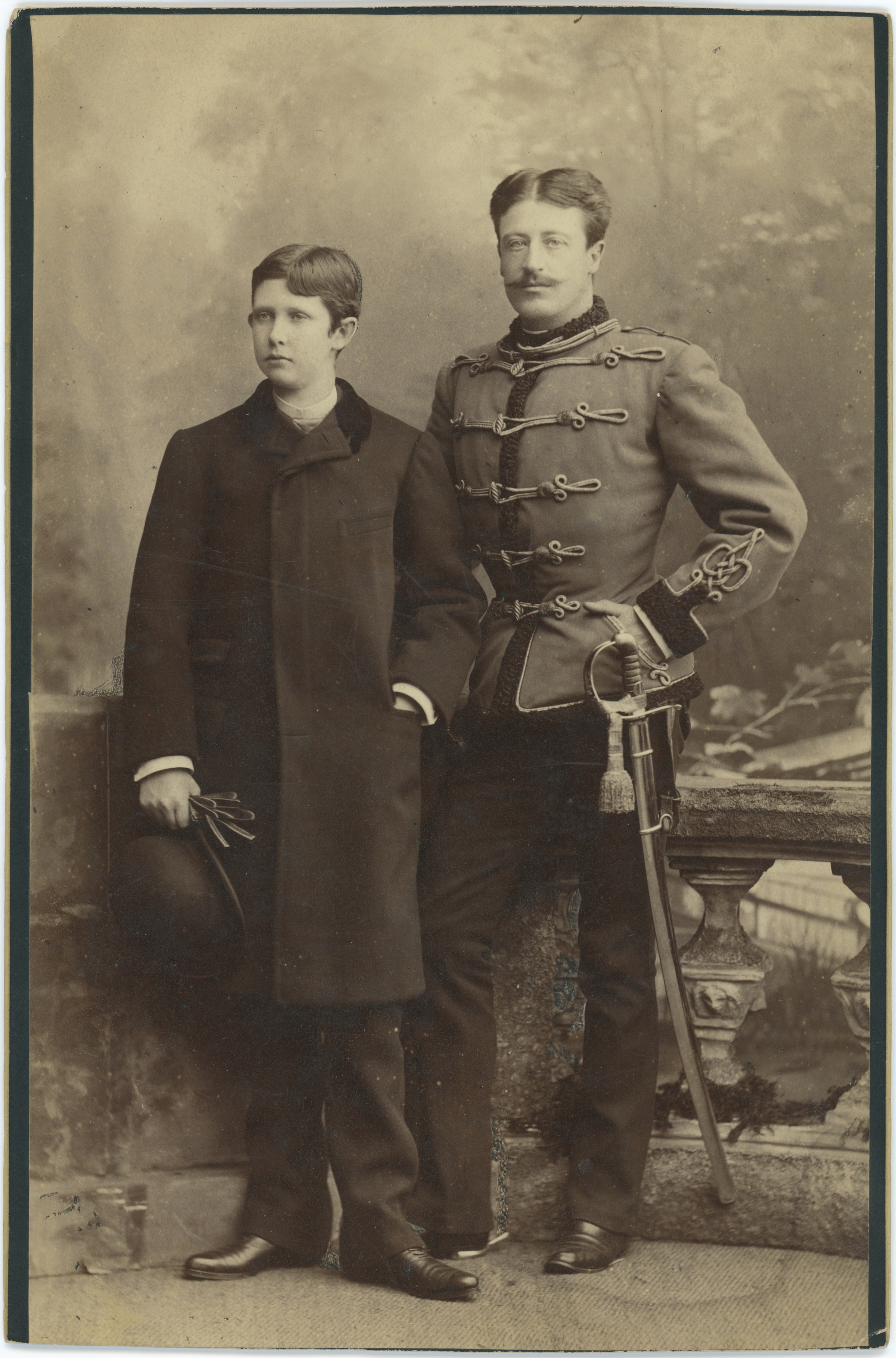
Arcivévoda Ferdinand Karel, s jedním ze svých vychovatelů Leopoldem Brandisem (1854–1928) polovina 80. let 19. století (SOkA Praha-venkov)
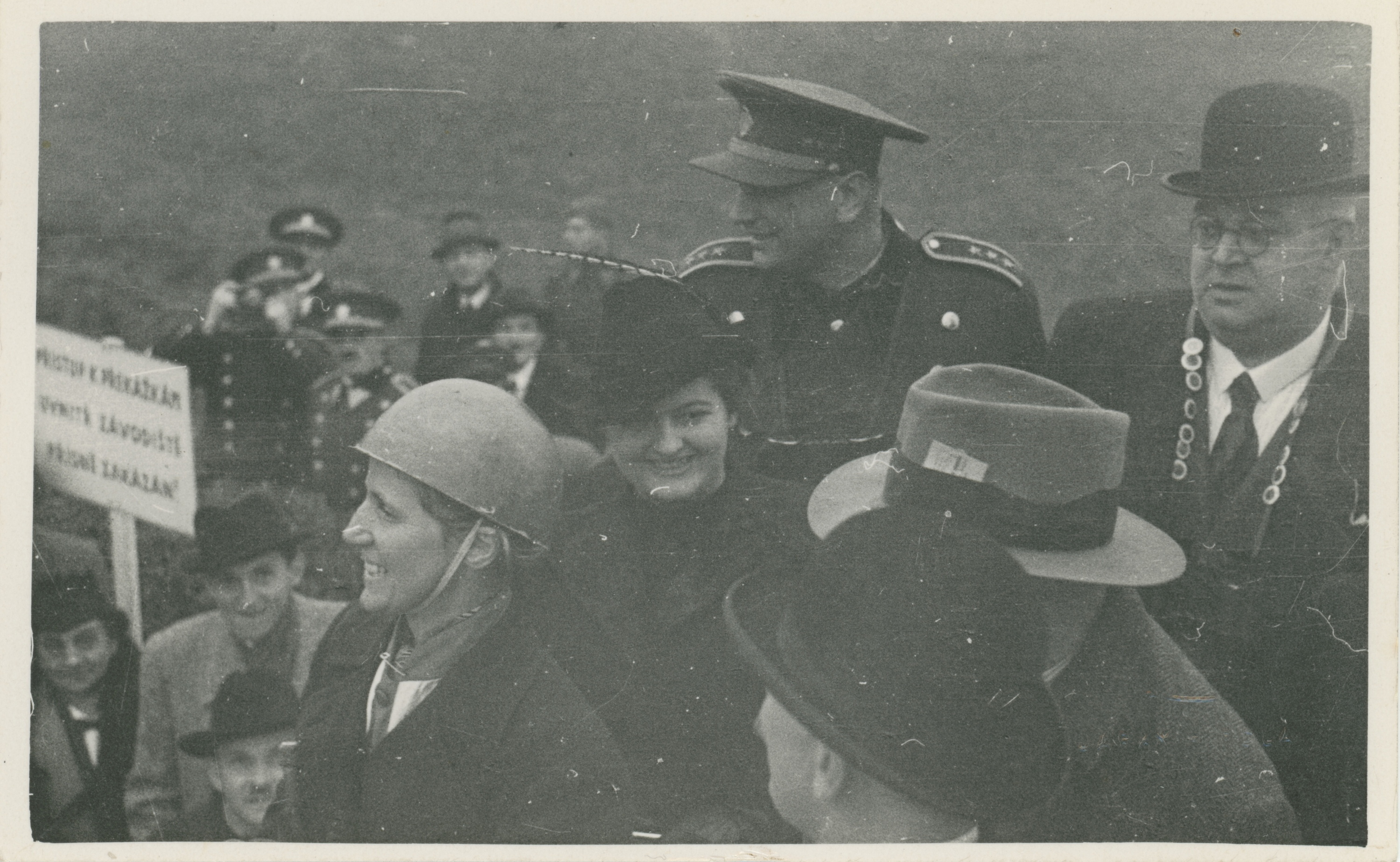
Lata Brandisová v roce 1937 (SOkA Praha-venkov)

## Příbuznost
Rodina Brandisů je příbuzná mimo jiné s Kinskými, vzdáleně s (Castro)Poly nebo se Schäffery.